# 마쓰다이라 지카노부 (1804년)
마츠다이라 치카노부 (일본어: 松平 近信 まつだいら ちかのぶ[*])는 에도 시대 후기의 다이묘이다. 분고국 후나이번 제9대 번주이다. 치카키요류 오규 마쓰다이라가 13대이다.